# Ludomir Chronowski
Ludomir Krzysztof Chronowski (Cracovia, 31 ottobre 1959) è un ex schermidore polacco, vincitore di una medaglia d'argento nella scherma ai giochi olimpici.